# París-Roubaix 1902
La París-Roubaix 1902 fou la 7a edició de la París-Roubaix. La cursa es disputà el 30 de març de 1902 i fou guanyada pel francès Lucien Lesna, que s'imposà que s'imposà en solitari a la meta de Roubaix. Aquesta era la seva segona victòria consecutiva en aquesta cursa.

## Classificació final
|    | Ciclista          | Equip | Temps       |
| -- | ----------------- | ----- | ----------- |
| 1  | Lucien Lesna      | -     | 10h 52' 07" |
| 2  | Édouard Wattelier | -     | + 8' 00"    |
| 3  | Ambroise Garin    | -     | + 12' 00"   |
| 4  | P. Daudon         | -     |             |
| 5  | Oscar Lepoutre    | -     |             |
| 6  | Jean Fischer      | -     |             |
| 7  | Philippe Leroux   | -     |             |
| 8  | Emile Paigie      | -     |             |
| 9  | Georges Pasquier  | -     |             |
| 10 | Barbe             | -     |             |